# مجلس مدينة أستانا
مجلس مدينة أستانا (بالإنجليزية: Astana City Mäslihat)‏ هو مجلس تشريعي أحادي المجلس يقع في مدينة أستانا عاصمة كازاخستان . يُنتخب نواب مجلس المدينة بالتزامن مع نواب مجلس الدولة . ويمارس نواب مجلس المدينة واجباتهم من خلال الموافقة على الخطط والبرامج الاقتصادية والاجتماعية لتنمية المدينة.

## التشكيل
يتألف مجلس المدينة من 34 نائب، يُنتخب نصفهم من خلال التمثيل النسبي لقائمة الحزب والنصف الآخر من خلال الانتخابات الفردي. قبل انتخابات عام 2023، كان عدد نواب المجلس 31 نائب فقط تم انتخابهم من خلال التمثيل النسبي .

## الانتخابات
- المجلس الأول (1994–1999)
- المجلس الثاني (1999–2004)
- المجلس الثالث (2004–2007)
- المجلس الرابع (2007–2012)
- المجلس الخامس (2012–2016)
- المجلس السادس (2016–2021)
- المجلس السابع (2021–2023)
- المجلس الثامن (2023-حتى الآن)